# Inícios de vida e carreira de Joe Biden
Joseph Robinette Biden Jr., o 46.º Presidente dos Estados Unidos, nasceu em 20 de novembro de 1942 no Hospital St. Mary, situado na cidade de Scranton, Pensilvânia. Filho de Catherine Eugenia "Jean" Biden (née Finnegan) e Joseph Robinette Biden Sr, é o filho mais velho de uma família católica, a qual era formada ainda por sua irmã Valerie e seus irmãos Francis e James.
Seu pai chegou a ter uma vida abastada, mas sofreu reveses financeiros logo após o nascimento de Biden, e por vários anos a família morou com seus avós maternos. A partir de 1953, moraram em um apartamento em Claymont, Delaware, antes de se mudarem para uma casa em Wilmington, Delaware. O pai de Biden mais tarde se tornou um vendedor de carros usados bem-sucedido, mantendo sua família com um estilo de vida de classe média. Biden estudou na Archmere Academy, onde foi presidente de classe e se formou em 1961. Na Universidade de Delaware, obteve o título de Bacharel em Artes em 1965 com dupla especialização em história e ciência política.
Em 1966, Biden se casou com Neilia Hunter, uma estudante da Universidade de Syracuse. Eles tiveram três filhos: Beau, Hunter e Naomi Christina "Amy". Em 1968, concluiu o Juris Doctor pela Faculdade de Direito da Universidade de Syracuse, ficando em 76.º lugar em sua classe de 85 alunos. Foi admitido na Ordem dos Advogados de Delaware em 1969 e exerceu a advocacia antes de concorrer a um cargo político. Em 18 de dezembro de 1972, sua esposa e a filha morreram em um acidente de carro. Ele quase renunciou ao Senado dos Estados Unidos, para o qual havia sido eleito recentemente pela primeira vez naquele ano. Quase cinco anos depois, casou-se com Jill Jacobs — com quem teve uma filha, Ashley.

## Juventude e educação

### Família e infância

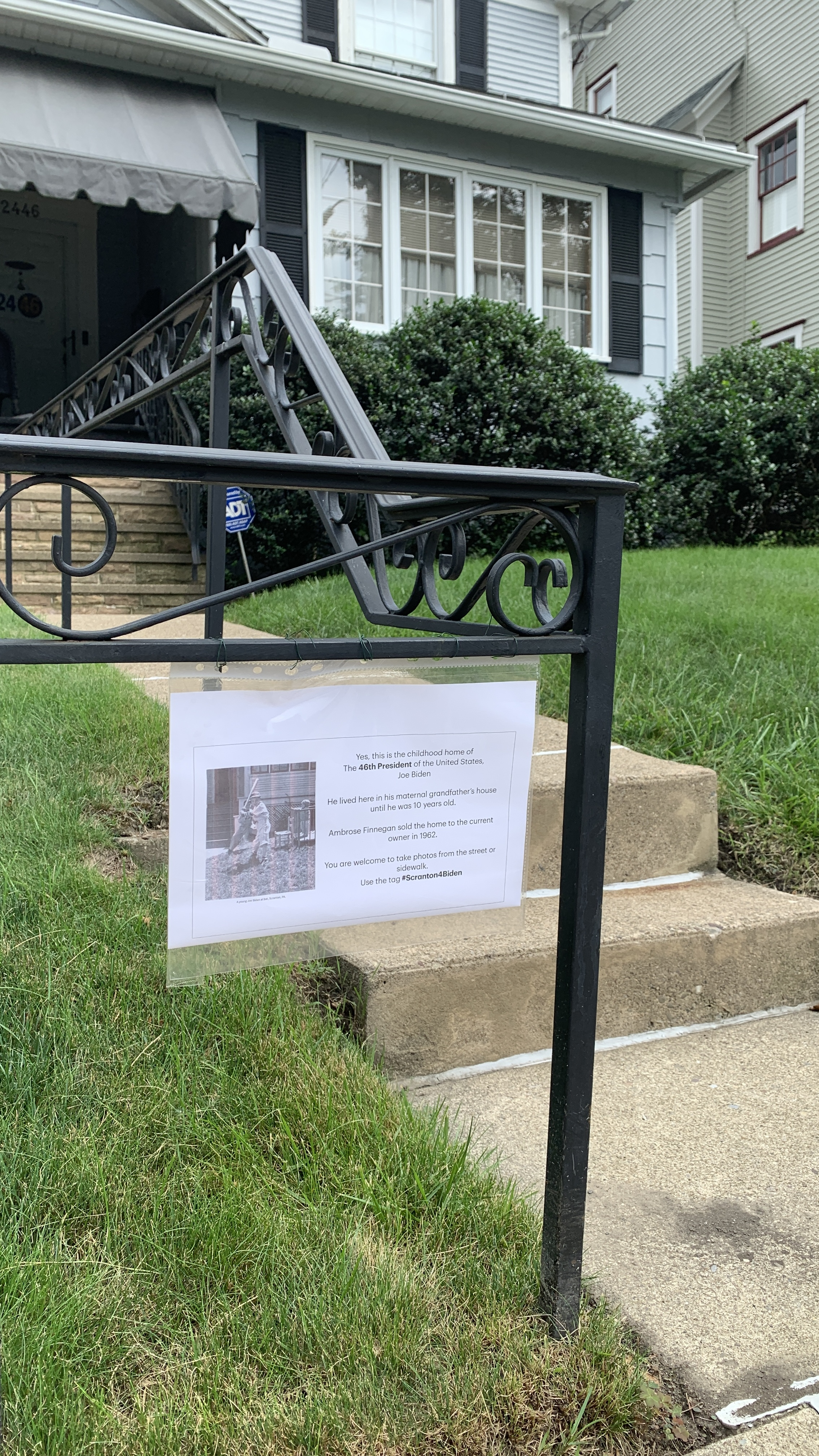
Placa na casa em que Biden viveu sua infância, situada em Scranton, Pensilvânia

Biden nasceu em 20 de novembro de 1942 no Hospital St. Mary, localizado na cidade de Scranton, Pensilvânia, sendo filho de Catherine Eugenia "Jean" Biden (née Finnegan; 1917-2010) e de Joseph Robinette Biden Sr (1915-2002). Foi o primeiro de quatro irmãos de uma família católica, formada ainda por Valerie, James e Frank. Sua mãe era descendente de irlandeses, com raízes atribuídas ao Condado de Louth ou Condado de Derry, enquanto seu pai tinha ascendência inglesa, francesa e irlandesa. Seu avô materno se formou pela Universidade de Santa Clara, na Califórnia, onde foi "um quarterback aclamado" antes de retornar a Scranton para trabalhar em empresas locais de petróleo e gás e, depois, como bibliotecário de jornal pelo resto de sua carreira. Seu bisavô materno, Edward Francis Blewitt, integrou o Senado estadual da Pensilvânia.
O pai de Biden levou um estilo de vida abastado quando jovem adulto, "velejando em iates na costa da Nova Inglaterra [...] dirigindo carros velozes, pilotando aviões" enquanto trabalhava como executivo e vivenciava a abundância da Sheen Company. A Sheen Company foi fundada e era propriedade de Bill Sheen, tio-avô paterno de Biden. Bill Sheen inventou um material que então fabricou como revestimento para jazigos de cemitérios. Posteriormente, garantiu uma série de contratos com o governo norte-americano para fabricar selantes estanques para navios da marinha mercante durante a Segunda Guerra Mundial e renomeou o negócio da família para Sheen Armor Company.
No início da vida de Biden, a família se mudou para uma "casa colonial holandesa de quatro quartos em um subúrbio de Boston, com bastante dinheiro e vantagens para voltar para Scranton e visitar os Finnegans sempre que quisessem", enquanto Joe Sr. administrava a filial da Sheen Company em Boston; a irmã de Biden, Valerie, nasceu ali em 1945. Joe Sr. e seu primo, Bill Sheen Jr., eram amigos próximos.
Após o fim da guerra, o negócio faliu, e várias tentativas de Biden Sr. e Sheen Jr. iniciarem um negócio juntos fracassaram. Jean Biden levou seus filhos de volta para Scranton em 1948, e seu esposo logo a seguiu. Durante vários anos, a família teve que viver com os avós maternos de Biden, os Finnegans. Biden Jr. estudou na St. Paul's School, uma escola primária católica em Scranton. Na cidade, construiu várias amizades duradoras. Quando a área de Scranton entrou em declínio econômico na década de 1950, seu pai não conseguiu encontrar um trabalho estável.
Em 1953, a família Biden se mudou para um apartamento em Claymont, Delaware. No ano seguinte, passaram a residir em Arden e, depois, na cidade mais populosa do estado, Wilmington. Joe Biden Sr. tornou-se um vendedor de carros usados bem-sucedido, e a situação da família era de classe média. Biden Jr. frequentou mais duas escolas primárias católicas: a Holy Rosary School em Claymont e depois a St. Helena's Elementary School em Wilmington. Em vários momentos da sua juventude, Biden considerou tornar-se padre.

### Ensino médio

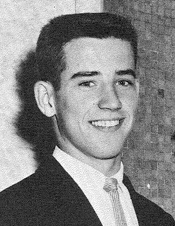
Biden enquanto estudante na Archmere Academy na década de 1950

Biden frequentou a Archmere Academy em Claymont, onde foi um destacado halfback/wide receiver no time de futebol americano da escola. Marcando dez touchdowns, ajudou a liderar um time sempre perdedor para uma temporada invicta em seu último ano. Seu treinador, que seria introduzido ao Hall da Fama dos Esportes de Delaware, disse posteriormente sobre Biden: "Ele era um garoto magro, mas foi um dos melhores recebedores de passes que tive em 16 anos como treinador." Biden também jogou como defensor externo no time de beisebol da escola, tornando-se titular em seu último ano, embora rebatendo na metade inferior da ordem.
Desde cedo, Biden sofria de uma gagueira severa, o que frequentemente gerava provocações de outras crianças e constrangimento por parte dos professores. Destacar-se nos esportes foi especialmente importante para Biden, pois lhe deu uma maneira de ganhar aceitação social, apesar de seus problemas de fala. Embora não tenha sido um participante importante no movimento em curso pelos direitos civis, saiu de um restaurante que se recusou a servir um colega do time de futebol que era negro. Academicamente, Biden era um aluno nota "B" (acima da média) em Archmere, era considerado um líder nato entre seus colegas e foi eleito presidente de classe durante seu primeiro e último anos. Concluiu o ensino secundário em 1961.

### Faculdade
Biden estudou na Universidade de Delaware em Newark, onde estava mais interessado em esportes e socialização do que em estudar, embora seus colegas de classe ficassem impressionados com suas habilidades de memorização. Jogou como halfback no time de futebol americano de calouros denominado "Blue Chicks" (na época, os calouros não podiam jogar esportes universitários). No entanto, quando obteve uma média ruim de 1,9 no semestre, seus pais disseram que ele tinha que desistir do futebol para se concentrar nas aulas. Nos dois semestres seguintes, continuou a obter principalmente notas "C" e "D". Suas notas então começaram a melhorar, mas nunca ficaram especialmente boas. Biden queria voltar ao campo de futebol e, nos treinos de primavera do seu primeiro ano, pensou que estava prestes a ganhar uma vaga como defensive back no time principal naquele outono.
Em 1964, durante as férias de primavera nas Bahamas, conheceu e começou a namorar com Neilia Hunter, de origem abastada e proveniente de Skaneateles, Nova Iorque, que estudava na Universidade de Syracuse. Biden disse a ela que pretendia se tornar senador aos 30 anos e depois presidente. Ele desistiu do plano de jogar pelo time de futebol americano da universidade, o que lhe permitiu passar mais tempo viajando com ela para fora do estado. Em 1965, concluiu o bacharelado pela Universidade de Delaware, com major em história e ciência política e minor em língua inglesa. Nos quatro anos, recebeu uma média geral final de "C", o que lhe gerou a classificação de 506 em uma escala de 688 alunos.

### Faculdade de Direito

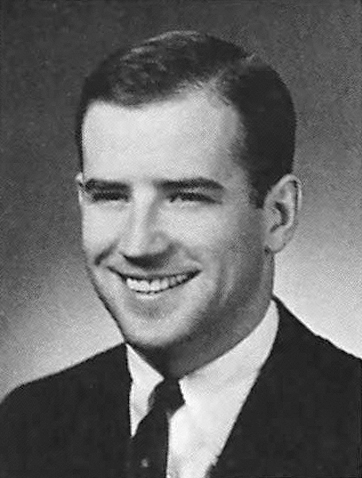
Biden no anuário de Syracuse de 1968

Biden então ingressou na Faculdade de Direito da Universidade de Syracuse, escolhida em parte pois o colocaria perto de Neilia Hunter. Diante de suas necessidades financeiras, recebeu meia bolsa de estudos, além de alguma assistência adicional com base em seu desempenho acadêmico. Segundo sua própria descrição, achava a faculdade de direito "a maior chatice do mundo" e referiu que passava muitas noites em claro para sobreviver. Contava com as anotações de outros alunos para as aulas que faltava, além da ajuda de Neilia nos estudos. Participou dos times de futebol e rúgbi em clubes universitários e concorreu à presidência da turma, perdendo por um voto para o futuro executivo do mercado financeiro William J. Brodsky. Até o momento, Brodsky foi a única pessoa a derrotá-lo em uma eleição com dois candidatos.
Durante seu primeiro ano, Biden apresentou um artigo de quinze páginas para um curso de métodos jurídicos que continha plágio acadêmico de cinco páginas de um artigo publicado recentemente na Fordham Law Review. Um relatório do corpo docente da faculdade referiu que, como consequência, Biden deveria ser reprovado no curso; em resposta, argumentou que a cópia foi inadvertida devido ao fato de não conhecer as regras adequadas de citação. Tais erros não eram incomuns entre os alunos do primeiro ano que ainda estavam aprendendo os requisitos para a atribuição de autoria dos textos. Biden foi autorizado a refazer o curso após receber uma nota "F", que posteriormente foi retirada de seu histórico.
No geral, as avaliações dos professores de Biden foram mistas, mas suas notas o colocavam constantemente dentre as últimas colocações durante todo o período da faculdade. Um professor disse mais tarde que Biden tinha se saído muito bem em um curso de legislação, referindo "a impressão de que este era um jovem que iria se sair bem e ir longe", enquanto outro professor disse mais tarde que foi "um dos grandes sucessos depois da faculdade de Direito, mas não na faculdade de Direito. Acontece o tempo todo." Biden concluiu o Juris Doctor em 1968, formando-se em 76.º lugar entre os 85 de sua classe. Foi admitido na Ordem dos Advogados de Delaware em 1969.

### Outras experiências
Impressões negativas sobre o consumo de álcool nas famílias Biden e Finnegan e na vizinhança levaram-no a se tornar abstêmio. Por ter sofrido de gagueira durante grande parte de sua infância e até seus vinte anos, afirmou que finalmente a superou passando muitas horas recitando poesia em frente ao espelho.
No início da década de 1960, Biden participou de uma manifestação contra o último teatro segregado remanescente em Wilmington. Algumas fontes também descreveram Biden participando de um protesto quando ainda estava no ensino médio, contra o Towne Theatre.
Durante o verão de 1962, enquanto estava na faculdade, Biden trabalhou como o único salva-vidas branco em uma piscina em um bairro negro de Wilmington, uma experiência que mais tarde creditou como responsável por expandir seu pensamento sobre questões raciais. Mais tarde, contou repetidamente uma história de que, enquanto trabalhava na piscina, confrontou um homem apelidado de "Corn Pop", líder de uma gangue chamada Romans, persuadindo o homem a se afastar de uma possível briga pedindo desculpas a ele. Embora considerado estranho ou bizarro por alguns comentaristas, vários nativos e artigos de jornais contemporâneos confirmaram os contornos gerais da história de Biden, identificando seu antagonista como William "Corn Pop" Morris.

#### Alistamento
Em relação ao recrutamento militar, Biden recebeu cinco adiamentos durante o período da faculdade, o primeiro no final de 1963 e o último no início de 1968, no auge da Guerra do Vietnã. Adiamentos de alunos como os que Biden recebeu foram concedidos rotineiramente durante esse período. Em abril de 1968, recebeu uma notificação de convocação quando estava prestes a se formar na Faculdade de Direito; porém, após um exame médico, foi reclassificado pelo Sistema de Serviço Seletivo como "1-Y", não disponível para o serviço, exceto em emergência nacional, devido a ter tido asma quando adolescente. A alegação de que sofria de asma foi questionada por alguns observadores, dada sua participação anterior em atividades esportivas e sua aparência saudável no período que antecedeu o exame. Algumas fontes relatam que o livro de memórias de Biden de 2007, Promises to Keep, nunca menciona asma; mas ele menciona brevemente ter tido "asma infantil" em uma passagem do livro que descreve sua saúde durante e após sua campanha presidencial de 1988. Era comum que jovens tentassem evitar o serviço militar ativo durante a Guerra do Vietnã. Outras figuras da época que se tornariam líderes nacionais também receberam números semelhantes de adiamentos de convocações ou isenções médicas não-óbvias. Biden geralmente apoiou a guerra durante grande parte deste tempo, e nunca participou de manifestações antiguerra, dizendo mais tarde que na época estava preocupado com casamento e a faculdade.

## Início da carreira política e vida familiar

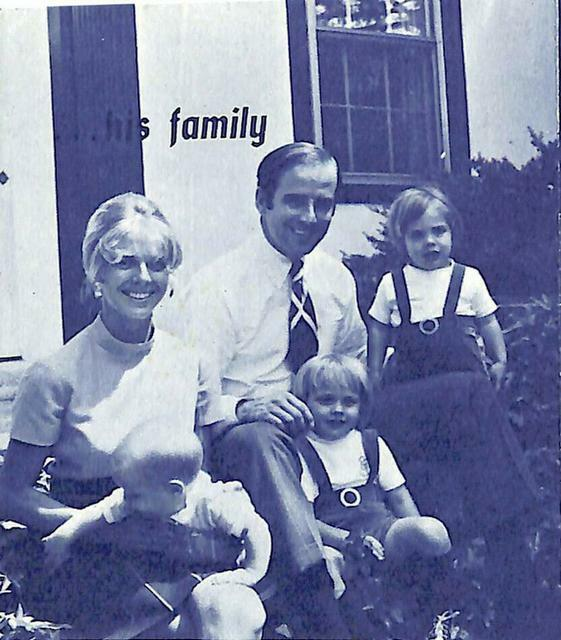
Biden com sua esposa Neilia e os filhos Beau, Hunter e Naomi

Em 27 de agosto de 1966, quando ainda era estudante de Direito, casou-se com Neilia Hunter. Eles superaram a relutância inicial de seus pais presbiterianos em relação ao casamento dela com um católico romano, e a cerimônia foi realizada em uma igreja católica em Skaneateles. O casal teve três filhos: Joseph R. "Beau" Biden III em 1969, Robert Hunter em 1970 e Naomi Christina em 1971.
Em 1968, Biden trabalhou por seis meses em um escritório de advocacia em Wilmington, liderado pelo proeminente republicano local William Prickett; posteriormente, afirmou que se considerava um republicano. Não gostava da política racial conservadora do atual governador democrata de Delaware, Charles L. Terry, e apoiou um republicano mais liberal, Russell W. Peterson, que derrotou Terry em 1968. Os republicanos locais tentaram recrutá-lo, mas resistiu devido à sua aversão ao candidato presidencial republicano Richard Nixon, e se registrou como independente.
Em 1969, Biden voltou a exercer a advocacia em Wilmington, primeiramente como defensor público. Seu período como defensor público foi curto, mas vários de seus casos atraíram a cobertura de jornais, incluindo suas defesas de um pescador acusado de roubar uma vaca (sentenciado, mas sem pena de reclusão) e um jovem de 15 anos acusado de porte de drogas (absolvido). Biden mais tarde descreveu o trabalho em suas memórias como "trabalho de Deus", mas também escreveu que "o trabalho de Deus não era trabalho de tempo integral em 1969."
Biden então se juntou a uma empresa liderada por Sid Balick, um democrata ativo local. Balick o nomeou para o Fórum Democrático, um grupo que visava reformar e revitalizar o partido estadual, e Biden optou por filiar-se ao Partido Democrata. Também iniciou sua própria empresa, denominada Biden and Walsh. No entanto, o direito corporativo não o atraía e o direito penal não pagava bem. Neste contexto, complementava sua renda administrando propriedades.
Em 1969, concorreu ao Conselho do Condado de New Castle em uma plataforma liberal que incluía apoio à habitação pública na área suburbana. Biden venceu por uma sólida margem de dois mil votos, em um distrito normalmente republicano e em um ano ruim para os democratas no estado. Antes mesmo de assumir o cargo, já falava em concorrer ao Senado dos Estados Unidos em alguns anos. Integrou o conselho do condado de 1970 a 1972, pelo 4.º distrito, enquanto continuou advogando no direito privado. Entre as questões que abordou como legislador local, estava sua oposição a grandes projetos rodoviários que poderiam perturbar os bairros de Wilmington, incluindo aqueles relacionados à Interestadual 95.

### Campanha ao Senado em 1972
A entrada de Biden na eleição de 1972 para o Senado norte-americano apresentou uma circunstância única. O experiente político e senador republicano J. Caleb Boggs estava pensando em se aposentar, o que provavelmente resultaria em uma disputa primária acirrada entre o representante Pete du Pont e Harry G. Haskell Jr., prefeito de Wilmington. Para evitar isso, o presidente Nixon ajudou a convencer Boggs a concorrer novamente com o total apoio do partido. Enquanto isso, nenhum democrata quis concorrer contra Boggs. A campanha de Biden praticamente não tinha dinheiro e não teve nenhuma chance de vencer. Era gerenciada por sua irmã Valerie (que viria a exercer a mesma função em suas futuras campanhas) e contava com o apoio de outros membros da família, dependendo da distribuição de documentos sobre suas posições políticas em jornais e de encontros pessoais com os eleitores; o pequeno tamanho do estado e a ausência de um grande mercado de mídia tornaram a abordagem viável. Também recebeu alguma assistência da AFL-CIO e de Patrick Caddell, pesquisador democrata. Os temas de sua campanha se concentraram na retirada do Vietnã, no meio ambiente, nos direitos civis, no transporte público, em impostos mais justos, na assistência médica, na insatisfação do público com a política tradicional e na "mudança." Durante o verão, estava perdendo por quase 30 pontos percentuais, mas seu nível de energia, sua jovem e atraente família e sua capacidade de se conectar com as emoções dos eleitores deram ao promissor Biden uma vantagem sobre Boggs, que estava pronto para se aposentar. Em 7 de novembro de 1972, venceu a disputa com uma vantagem de 3.162 votos.

### Mortes da esposa e da filha

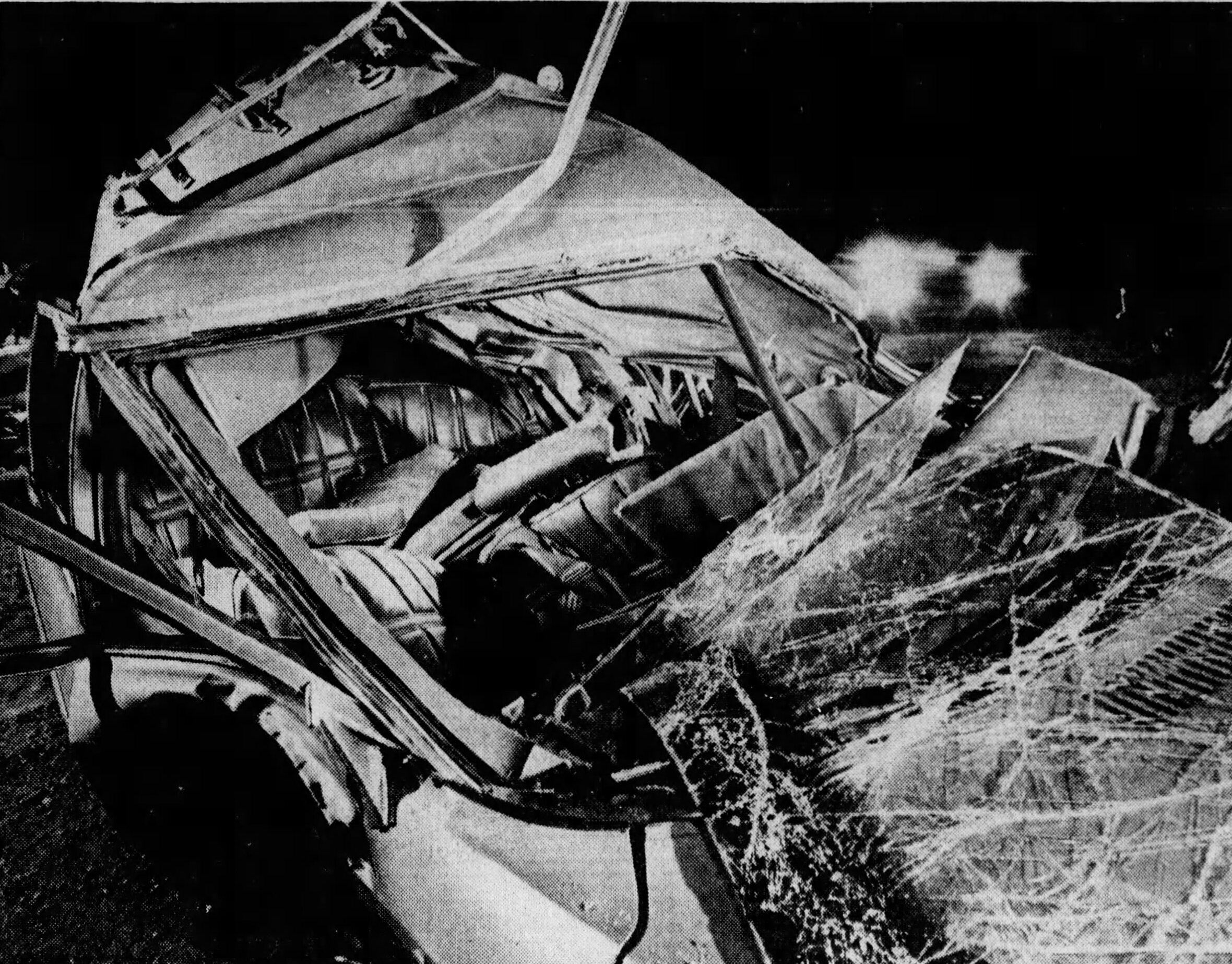
Veículo que transportava Neilia e seus filhos

Em 18 de dezembro de 1972, algumas semanas após a eleição, a esposa de Biden e sua filha de um ano, Naomi, morreram em um acidente automobilístico enquanto faziam compras de Natal em Hockessin, Delaware. A caminhonete de Neilia Biden foi atingida por um caminhão articulado quando saía de um cruzamento, possivelmente porque sua cabeça estava virada e não viu o outro veículo; o caminhão desviou e capotou na tentativa de evitar a colisão. Poucos dias após o acidente, o procurador-geral adjunto de Delaware, Jerome O. Herlihy, anunciou que o motorista do caminhão havia sido inocentado de qualquer irregularidade.
Seus filhos Beau e Hunter sobreviveram ao acidente e foram levados ao hospital em boas condições: Beau com uma perna quebrada e outros ferimentos, e Hunter com uma pequena fratura no crânio e outros ferimentos na cabeça. Os médicos logo disseram que ambos se recuperariam totalmente. Biden considerou renunciar para cuidar deles, dizendo que o povo de Delaware "sempre pode ter outro senador", mas que seus filhos "não podem ter outro pai", mas foi persuadido a não fazê-lo pelo líder da maioria no Senado, Mike Mansfield.
Nos anos seguintes, Biden disse em várias ocasiões que o motorista do caminhão havia bebido álcool antes da colisão, e vários meios de comunicação relataram isso como um fato. O motorista morreu em 1999, mas sua filha tentou eximi-lo de tal alegação e obter um pedido de desculpas de Biden. Nessa altura, os registos policiais relativos ao acidente já tinham sido perdidos, mas um investigador de acidentes, que se tornou juiz do Tribunal Superior de Delaware, reiterou que "o boato sobre o envolvimento de álcool por qualquer uma das partes, especialmente o motorista do caminhão, é incorreto." Posteriormente, um porta-voz de Biden disse que ele "aceita totalmente a palavra da família [do motorista] de que esses rumores eram falsos." Biden ligou para a filha do motorista para se desculpar pessoalmente, o que ela aceitou.

## Senado e recuperação

### Ingresso no Senado

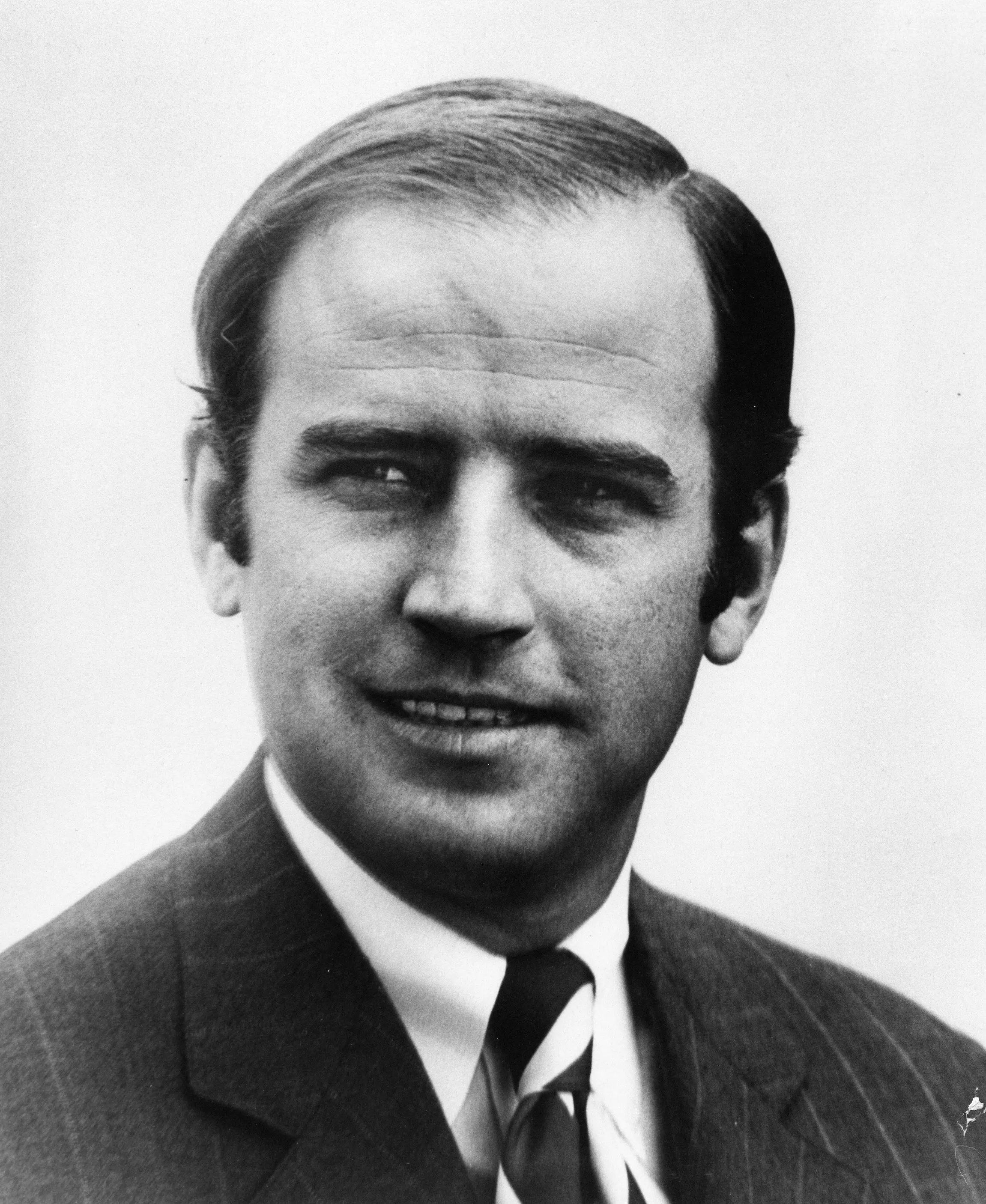
Primeira foto oficial como senador

Biden foi empossado em 5 de janeiro de 1973 por Francis R. Valeo, secretário do Senado, em uma pequena capela do Centro Médico de Wilmington. Beau foi levado em uma cadeira de rodas com a perna ainda em tração; Hunter, que já havia recebido alta, também estava lá, assim como outros membros da família. Testemunhas e câmeras de televisão também estavam presentes e o evento recebeu atenção nacional.
Aos 30 anos, a idade mínima necessária para ocupar o cargo, Biden se tornou o sexto senador mais jovem da história dos EUA e um dos apenas 18 senadores que assumiram o cargo antes de completar 31 anos. O acidente o deixou cheio de raiva e dúvidas religiosas: "Eu gostava de andar por bairros decadentes à noite, quando achava que havia mais chances de arrumar briga... Eu não sabia que era capaz de ter tanta raiva... Eu sentia que Deus tinha pregado uma peça horrível em mim." Para estar em casa todos os dias para cuidar dos seus filhos pequenos, começou a utilizar o trajeto diário de trem da Amtrak, com duração de 90 minutos em cada sentido, de sua casa, nos subúrbios de Wilmington, até Washington, D.C., o que continuou fazendo ao longo de sua carreira no Senado. Após o acidente, tinha problemas para se concentrar no trabalho e parecia apenas seguir os movimentos de um senador. Em suas memórias, registrou que os funcionários estavam fazendo apostas sobre quanto tempo ele duraria. Pai solteiro há cinco anos, deixou ordens permanentes de que deveria ser interrompido no Senado a qualquer momento se seus filhos o convocasse. Em memória de sua esposa e filha, não trabalhava no dia 18 de dezembro, aniversário do acidente.
No entanto, durante esses primeiros anos no Senado, Biden se concentrou na proteção ao consumidor e em questões ambientais, pedindo maior responsabilização do governo. Apoiou leis que visavam a reforma do financiamento de campanha, refletindo que, durante sua eleição para o Senado, ofertas de fundos de campanha em troca implícita de favores futuros foram tentadoras devido à sua falta de riqueza pessoal. Em meados de 1974, a revista Time nomeou Biden como um dos 200 Rostos para o Futuro em um perfil que mencionava o que havia acontecido com sua família, chamando-o de "autoconfiante" e "compulsivamente ambicioso."

### Recuperação e segundo casamento

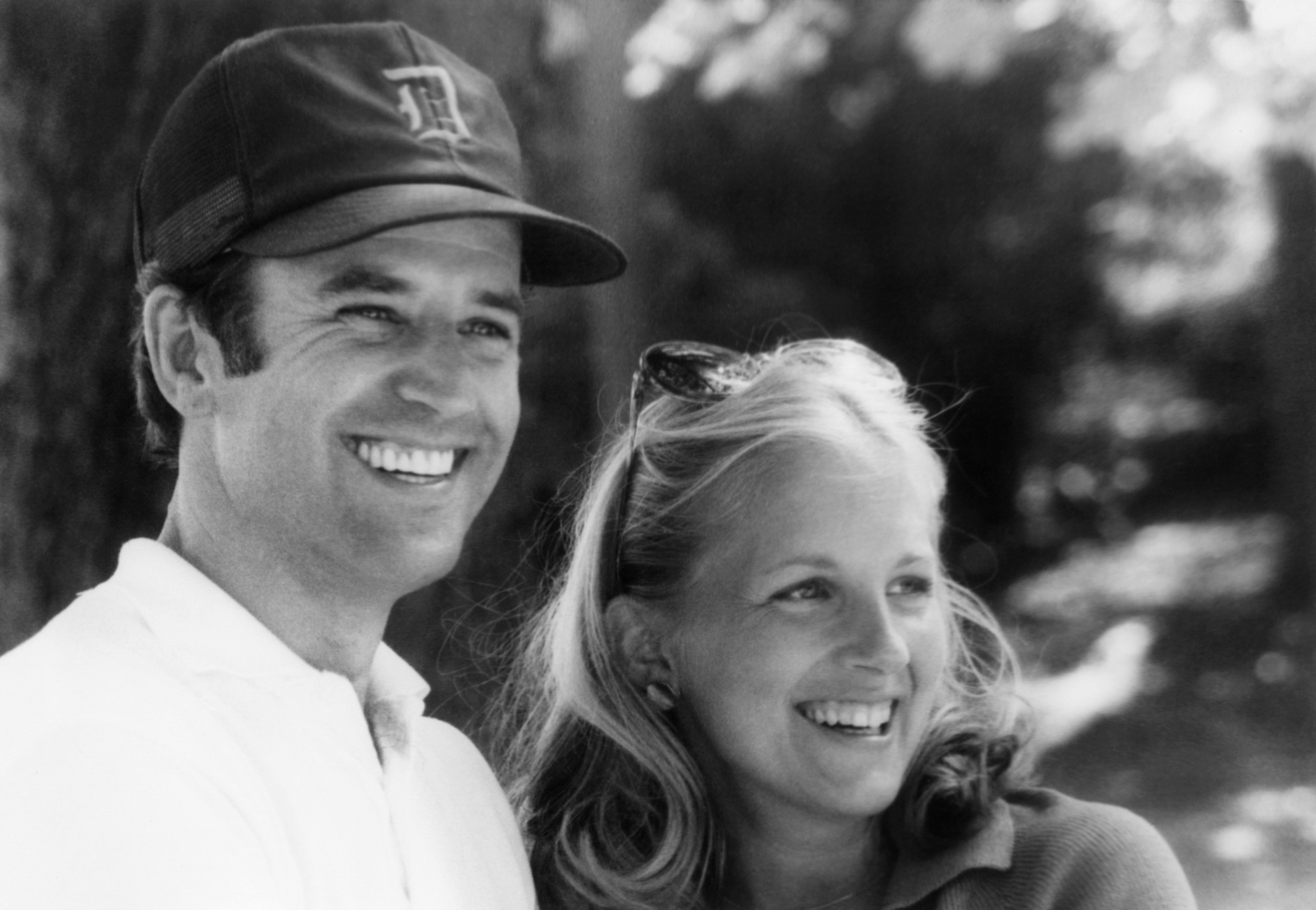
Biden e sua segunda esposa, Jill, se conheceram em 1975 e se casaram em 1977

Em 1974, Biden começou a namorar novamente, evitando o casamento por acreditar que seria injusto com sua falecida esposa. Descreve-se a um repórter como "ainda apaixonado por sua esposa." Entretanto, em 1975, conheceu Jill Tracy Jacobs, que cresceu em Willow Grove, Pensilvânia, e se tornou professora em Delaware. Eles se conheceram em um encontro às cegas organizado pelo irmão de Biden, embora já tivesse notado uma fotografia dela em um anúncio de um parque local em Wilmington, Delaware. Biden creditou a Jill a renovação de seu interesse tanto pela política quanto pela vida. Ele a propôs em casamento várias vezes antes que ela aceitasse; Jill estava cautelosa em se tornar conhecida do público, ansiosa para permanecer focada em sua própria carreira e, inicialmente, hesitante em assumir o compromisso de criar seus dois filhos pequenos que sobreviveram ao acidente.
Em 17 de junho de 1977, Biden e Jacobs se casaram em uma cerimônia presidida por um padre católico na Capela das Nações Unidas, na cidade de Nova Iorque. Passaram a lua de mel no Lago Balaton, na República Popular da Hungria, atrás da Cortina de Ferro; o destino foi escolhido por recomendação de seu funcionário húngaro Tom Lantos. Joe e Jill Biden tiveram filha juntos, Ashley Blazer (nascida em 1981), e frequentam regularmente a missa em St. Joseph on the Brandywine em Greenville, Delaware.